# Styloleptoides
Styloleptoides is een kevergeslacht uit de familie van de boktorren (Cerambycidae). De wetenschappelijke naam van het geslacht werd voor het eerst geldig gepubliceerd in 1983 door Chalumeau.

## Soorten
Styloleptoides omvat de volgende soorten:
- Styloleptoides inflaticollis (Chemsak, 1966)
- Styloleptoides morazzanii Chalumeau, 1983
- Styloleptoides parvulus (Gahan, 1895)